# Lapeirousia verecunda
Lapeirousia verecunda är en irisväxtart som beskrevs av Peter Goldblatt. Lapeirousia verecunda ingår i släktet Lapeirousia och familjen irisväxter. Inga underarter finns listade i Catalogue of Life.